# آيت باسو آيت يحيى (إيتزر)
آيت باسو آيت يحيى هي إحدى مشيخات المملكة المغربية، تتبع جغرافيا لإقليم ميدلت وإداريًا لإيتزر. يقدر عدد سكانها بـ 1987 نسمة حسب الإحصاء الرسمي للسكان والسكنى لسنة 2004.